# Georg Nawroth
Georg Nawroth (* 11. April 1911 in Görlitz; † 25. Mai 1988 in Ulm) war ein deutscher Maler, Grafiker und Plastiker.

## Leben und Werk
Nawroths Vater Franz Nawroth war Arbeiter in Görlitz. Nawroth machte 1932 das Abitur und trat in den Dominikanerorden ein. Nachdem er in Köln und Düsseldorf Philosophie studiert hatte, ging er nach Florenz, wo er 1938/1939 bei dem magischen Realisten Baccio Maria Bacci (1888–1974) Unterricht in Freskomalerei nahm und von wo er durch Italien reiste.
Nawroth wurde dann zur Wehrmacht eingezogen und nahm als Sanitäts-Unteroffizier bis zu seiner Verletzung am Zweiten Weltkrieg teil.
Nach dem Ende des NS-Staats studierte Nawroth an der Universität Jena Kunstgeschichte und promovierte 1947 zum Dr. phil. Danach setzte er sein Studium in Berlin fort.
Er betätigte sich dann als freier Maler und Grafiker, nahm an regionalen Ausstellungen teil und machte zum Broterwerb auch gebrauchsgrafische Arbeiten. Von 1948 bis 1956 arbeitete Nawroth in Görlitz als Zeichenlehrer. Daneben machte er an der Humboldt-Universität Berlin ein pädagogisches Fernstudium. Ab 1956 arbeitete er in Görlitz freischaffend als Maler, Grafiker und Plastiker.
Nawroth war ein außerordentlich vielseitiger Künstler. Er schuf Tafelbilder in Öl, Fresken, Mosaiken, Beton- und Antikglasfenster, Plastiken in Holz, Keramik, Bronze und Gips und ein umfangreiches grafisches Werk aus Radierungen, Linol- und Holzschnitten und Kreidezeichnungen. Für christliche Zeitschriften machte er Illustrationen und für den Leipziger St. Benno-Verlag Buchillustrationen, u. a. 1965 zu Wo ist dein Bruder Abel von Bernhard Huhn.
Als profane Auftragswerke schuf er in Görlitz u. a. Wandgemälde in Fresko-Technik, so 1949 in der Aula des heutigen Augustum-Annen-Gymnasiums mit Szenen aus der Görlitzer Geschichte, im Reichenbacher Turm und in der Schwimmhalle. Von besonderer Bedeutung sind jedoch seine sakralen Werke, die sich in etwa 120 Kirchen oder kirchlichen Räumen insbesondere in Berlin, Mecklenburg-Vorpommern, Brandenburg, Sachsen und Thüringen und in Düsseldorf befinden.
Nawroth war Mitglied des Verbands Bildender Künstler der DDR. 1977 verließ er die DDR in die Bundesrepublik. Auch da war er freischaffend tätig. Er gehörte seit 1979 dem Künstlerkreis Vorgebirge e V. an.
Nawroth war wohl mit Edgar Nawroth verwandt. Er war mit Anneliese Nawroth verheiratet. Ihr Sohn Gerd-Ehrhard Nawroth (* 1949) ist Diplom-Grafiker und war bis 2020 in Leipzig freiberuflich als Grafik-Designer tätig.

## Ausstellungen (unvollständig)

### Einzelausstellungen
- 1954: Bautzen, Stadtmuseum
- 1955: Görlitz, Städtische Kunstsammlungen

### Teilnahme an Gruppenausstellungen
- 1946: Görlitz („Alte und moderne Kunst“)[3]
- 1949: Görlitz, Aula der 10. Grundschule („3. Jahresausstellung Lausitzer Bildender Künstler“)[4]
- 1958: Berlin („Religiöse Kunst der Diaspora“)
- 1965: Görlitz, Städtische Kunstsammlungen („Künstler schaffen am Antlitz und am geistig-kulturellen Profil der Stadt Görlitz 1945-1965“)
- 1982: Köln, Allianz-Haus („Sechs Künstler aus dem Künstlerkreis Vorgebirge“; mit Trude Altrogge, Hermann Bauer, Herbert Kreutz, Georg Matheis und Reinhard Werner)